# Provincia de Bayburt
Bayburt es una de las 81 provincias en que está dividida Turquía, administrada por un gobernador designado por el Gobierno central. El nombre de la provincia de Bayburt deriva de la ciudad más importante de la región, Bayburt, una pequeña población situada en el nordeste de Turquía. Su población es de alrededor de 40.000 habitantes. Bayburt posee una importante fortaleza bizantina.
- Superficie: 3652 km²;
- Población (2013): 75.620
- Densidad de población: ¿? hab./km²;
- Capital:	Bayburt
  - Población (1990): 40.000

- Distritos (ilçeler): 
  - Aydıntepe
  - Bayburt
  - Demirözü